# 주스
주스(juice, 문화어: 과일단물)는 과일과 채소에 들어 있는 천연 액체를 추출하거나 압착하여 만든 음료이다. 농축물이나 다른 생물학적 식품원(예: 고기나 해산물)으로 맛을 낸 액체도 주스를 지칭할 수 있는데, 예를 들면 조개 주스가 있다. 주스는 일반적으로 음료로 소비되거나 스무디와 같이 음식이나 다른 음료의 재료 또는 향미료로 사용된다. 주스는 저온 살균법의 개발로 발효(포도주 생산에 사용됨)를 사용하지 않고도 보존이 가능해지면서 인기 있는 음료 선택지로 부상했다. 가장 큰 과일 주스 소비국은 뉴질랜드(거의 컵 하나, 즉 매일 8온스)와 콜롬비아(매일 4분의 3컵 이상)이다. 과일 주스 소비는 평균적으로 국가의 소득 수준과 함께 증가한다.

## 어원

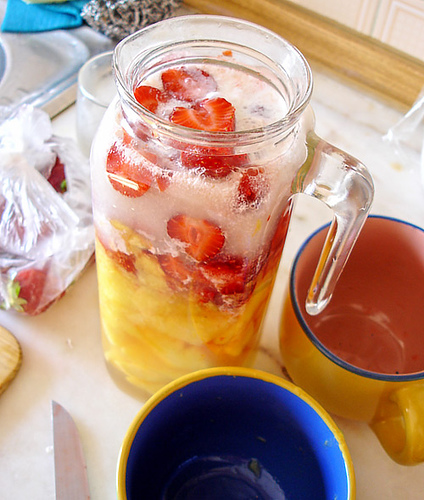
스무디 준비에 사용되는 과일 주스

"주스"라는 단어는 1300년경 옛 프랑스어에서 유래했으며, "약초를 끓여 얻은 액체"를 의미하는 옛 프랑스어 "jus, juis, jouis"에서 발전했다. 옛 프랑스어 jus "주스, 수액, 액체"(13세기)...는 라틴어 ius에서 유래했으며, "국물, 소스, 주스, 수프"를 의미하고, 인도유럽어족 어근 *yeue- "음식을 섞다, 혼합하다"에서 나왔다(동족어: 산스크리트어 yus- "국물", 그리스어 zyme "효모", 고대 교회 슬라브어 jucha "국물, 수프", 러시아어: уха "우하", 리투아니아어: juse "생선 수프"). "과일이나 채소의 수분이 많은 부분"을 의미하는 "주스"라는 단어의 사용은 14세기 초에 처음 기록되었다. 19세기 이래로 "주스"라는 용어는 비유적인 의미(예: 알코올이나 전기)로도 사용되어 왔다. 오늘날 "au jus"는 고기 자체의 주스와 함께 제공되는 고기를 의미하며, 일반적으로 그레이비 형태로 제공된다.

## 역사
기원전 8000년으로 거슬러 올라가는 포도 씨앗 더미는 주스 생산의 초기 증거를 보여주지만, 이 포도가 포도주를 생산하는 데 사용되었을 수도 있다고 생각된다. 정기적으로 생산된 최초의 주스 중 하나는 중동에서 구상된 후 16세기 이탈리아로 수입된 레모네이드였다. 오렌지 주스는 17세기에 유래했다. 18세기에 제임스 린드는 감귤류 과일이 괴혈병 예방과 관련이 있음을 밝혀냈고, 한 세기 후에는 모든 대양 항해 영국 선박에 감귤류 기반 주스를 싣도록 요구하는 1867년 상선법이 시행되도록 이끌었다.
1869년, 토마스 B. 웰치(Thomas B. Welch)라는 치과의사는 주스가 알코올로 발효되지 않고 저장될 수 있도록 하는 저온 살균법을 개발했다. 그의 방법은 짜낸 포도 주스를 병에 걸러 넣고, 코르크와 왁스로 밀봉한 다음, 끓는 물에 넣는 것이었다. 이 방법은 발효를 담당하는 효모를 죽인다. 그는 그의 신제품을 "웰치 박사의 비발효 포도주(Dr. Welch's Unfermented Wine)"로 판매했다. 18세기 후반 미국에서는 해외 과일 주스의 유통이 관세에 의해 엄격하게 규제되었다. 1890년의 매킨리 관세법은 수입세를 38%에서 49.5%로 인상했으며, 음료의 알코올 함량에 따라 과일 주스에 세금을 부과했다. 알코올 함량이 18% 이하인 주스는 갤런당 60센트가 과세되었고, 18%를 초과하는 주스는 1프루프 갤런당 2.50달러가 과세되었다.

## 용어
영국에서는 과일 주스 및 과일 넥타 (잉글랜드) 규정 및 2003년 과일 주스 및 과일 넥타 (스코틀랜드) 규정에 따라, 과일 이름 뒤에 "주스"가 붙은 명칭은 100% 과일 주스인 제품에만 법적으로 사용될 수 있다. 그러나 농축물을 재구성하여 만든 주스도 주스라고 불릴 수 있다. 과일 "넥타"로 표기된 제품은 과일에 따라 최소 25%에서 50%의 주스를 포함해야 한다. 농축물을 포함한 주스나 넥타는 반드시 이를 명시해야 한다. "주스 음료"라는 용어는 규정에 정의되어 있지 않으며, 양에 관계없이 주스를 포함하는 모든 음료를 설명하는 데 사용될 수 있다. 유사한 규칙이 모든 유럽 연합 회원국에서 각 언어로 적용된다.
미국에서는 과일 주스가 법적으로 100% 과일 주스인 제품에만 사용될 수 있다. 액상과당과 같은 다른 재료가 혼합된 과일 주스는 주스 칵테일 또는 주스 음료라고 불린다. 미국 식품의약국(FDA)에 따르면, "넥타"라는 용어는 미국 및 국제 무역에서 희석된 주스를 지칭하는 데 일반적으로 받아들여지며, 과일 주스 또는 퓨레, 물, 인공 감미료를 포함하는 음료를 의미한다. "무첨가 설탕"은 주스 용기 라벨에 흔히 인쇄되지만, 제품에는 다량의 천연 설탕이 포함될 수 있다. 그러나 많은 국가에서는 설탕 함량이 다른 탄수화물과 함께 라벨에 기재된다.
트렌드와 규제에 따라, 100% 주스로 분류된 음료는 실제로는 미표기된 식품 첨가물을 포함할 수 있다. 예를 들어, 대부분의 오렌지 주스에는 뷰티르산 에틸(맛 향상용), 비타민 C(아스코르브산), 그리고 물(농축액인 경우)이 첨가된다. 과일 주스가 너무 시거나, 산성이거나, 진해서 그대로 마시기 어려울 경우, 물과 설탕으로 희석하여 에이드 (예: 레모네이드, 라임에이드, 체리에이드, 오렌지에이드)를 만들 수 있다. '에이드' 접미사는 주스가 실제로 포함되어 있는지 여부와 관계없이 설탕을 첨가한 과일 맛 음료를 지칭할 수도 있다.

## 소비
가장 큰 과일 주스 소비국은 뉴질랜드(거의 컵 하나, 즉 매일 8온스)와 콜롬비아(매일 4분의 3컵 이상)이다. 과일 주스 소비는 평균적으로 국가의 소득 수준과 함께 증가했다.
2007년 보고서에 따르면 유럽, 오스트레일리아, 뉴질랜드, 미국 전반의 과일 주스 소비량이 최근 몇 년간 증가했다.
2015년 미국인들은 1인당 약 6.6 미국 갤런의 주스를 소비했으며, 미취학 아동의 절반 이상이 정기적인 주스 음용자였다.

## 생산

### 준비

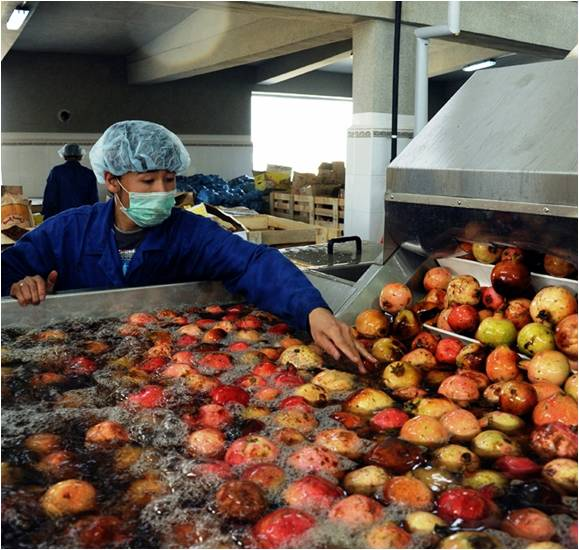
아프가니스탄 과일 농축 공장에서 가공 전 세척되는 석류

주스는 열이나 용매를 사용하지 않고 과일 또는 채소의 과육을 기계적으로 압착하거나 매서레이션(때로는 냉압착이라고도 함)하여 준비된다. 예를 들어, 오렌지 주스는 오렌지 나무 열매의 액체 추출물이며, 토마토 주스는 토마토 열매를 압착하여 얻는 액체이다. 주스는 다양한 수동 또는 전기 착즙기를 사용하여 신선한 과일과 채소로 집에서 준비할 수 있다. 많은 상업용 주스는 섬유질이나 과육을 제거하기 위해 여과되지만, 과육이 많은 신선한 오렌지 주스는 인기 있는 음료이다. 일부 주스에는 설탕과 인공 향료(일부 과일 주스 기반 음료) 또는 맛있는 조미료(예: 클라마토 또는 시저 토마토 주스 음료)와 같은 첨가물이 들어간다. 과일 주스의 보존 및 가공을 위한 일반적인 방법에는 통조림, 저온 살균법, 농축, 결빙, 증발, 분무 건조가 있다.
주스별로 가공 방법은 다르지만, 일반적인 주스 가공 방법에는 다음이 포함된다.
- 식품원 세척 및 분류
- 주스 추출
- 걸러내기, 여과 및 정화
- 혼합 및 저온 살균
- 충전, 밀봉 및 살균
- 냉각, 라벨링 및 포장

과일을 따서 씻은 후에는 두 가지 자동화된 방법 중 하나로 주스를 추출한다. 첫 번째 방법에서는 바닥 컵에 날카로운 금속 튜브가 달린 두 개의 금속 컵이 서로 맞물려 껍질을 제거하고 과일 과육을 금속 튜브를 통해 강제로 통과시킨다. 그러면 과일의 주스는 튜브의 작은 구멍을 통해 빠져나온다. 껍질은 나중에 사용하기 위해 기름을 제거하기 위해 세척한 후 추가로 활용될 수 있다. 두 번째 방법은 과일을 반으로 자른 다음 착즙기에 넣어 주스를 추출하는 방식이다.
주스가 여과된 후에는 증발기에서 농축될 수 있는데, 이는 주스의 부피를 5분의 1로 줄여 운반을 용이하게 하고 유통기한을 늘린다. 주스는 진공 상태에서 가열하여 물을 제거한 다음 약 섭씨 13도로 냉각하여 농축된다. 주스에 포함된 물의 약 3분의 2가 제거된다. 주스는 나중에 재구성되는데, 이 과정에서 농축액은 물과 다른 요소들과 혼합되어 농축 과정에서 손실된 맛을 복원한다. 주스는 또한 농축된 상태로 판매될 수 있으며, 이 경우 소비자는 준비 과정에서 농축 주스에 물을 첨가한다.
주스는 저온 살균 후 용기에 채워지는데, 종종 아직 뜨거운 상태에서 이루어진다. 주스가 뜨거운 상태에서 용기에 부어지면 가능한 한 빨리 냉각된다. 열을 견딜 수 없는 포장재는 충전을 위해 무균 상태가 필요하다. 과산화 수소와 같은 화학 물질을 사용하여 용기를 살균할 수 있다. 공장에서는 하루에 1에서 20톤의 주스를 생산할 수 있다.

### 펄스 전기장 처리

슈퍼마켓에 진열된 다양한 포장 주스

고강도 펄스 전기장(PEF)은 과일 주스의 열 저온 살균에 대한 대안으로 사용되고 있다. 열처리는 때때로 품질 좋은, 미생물학적으로 안정적인 제품을 만들지 못한다. 그러나 고강도 펄스 전기장(PEF) 처리를 과일 주스에 적용하면 유통기한이 길고 안전한 제품을 얻을 수 있음이 밝혀졌다. 또한, 펄스 전기장은 높은 영양가를 지닌 신선한 제품과 유사한 제품을 제공하는 것으로 나타났다. 펄스 전기장 처리는 식품 저장을 위한 비열 방식 중 하나이다.
펄스 전기장은 미생물을 비활성화하기 위해 짧은 전기 펄스를 사용한다. 또한, PEF의 사용은 식품 품질에 최소한의 해로운 영향을 미친다. PEF는 열처리에 비해 미생물을 죽이고 식품의 원래 색상, 풍미 및 영양가를 더 잘 유지한다. 이 보존 방법은 두 전극을 액체 주스 사이에 놓고, 마이크로초에서 밀리초 동안 고전압 펄스를 적용함으로써 작동한다. 고전압 펄스는 10에서 80kV/cm 범위의 강도를 가진다.
주스의 처리 시간은 펄스 수에 유효 펄스 지속 시간을 곱하여 계산된다. 펄스의 고전압은 주스에 존재할 수 있는 미생물을 비활성화시키는 전기장을 생성한다. PEF 온도는 열처리에서 사용되는 온도보다 낮다. 고전압 처리 후, 주스는 무균 포장되어 냉장 보관된다. 주스는 또한 가공 과정에서 여러 이온이 존재하여 전기를 전달할 수 있다. 전기장이 주스에 가해지면, 주스 내의 전하를 띤 분자들 덕분에 전류가 액체 주스 안으로 흘러 들어가 전파될 수 있다. 따라서 펄스 전기장은 미생물을 비활성화하고, 유통기한을 연장하며, 주스의 효소 활성을 줄이면서도 원래의 신선하게 짜낸 주스와 유사한 품질을 유지할 수 있다.

### 새로운 또는 유망한 기술
과일 주스에는 소비자에게 바람직하지 않은 화합물이 포함될 수 있다. 사과 주스는 탁할 수 있고, 그레이프프루트 주스는 쓸 수 있다. 각각 펙티나아제와 나린진아제를 포함하는 효소 기술이 이러한 문제를 해결한다.

## 건강 효과

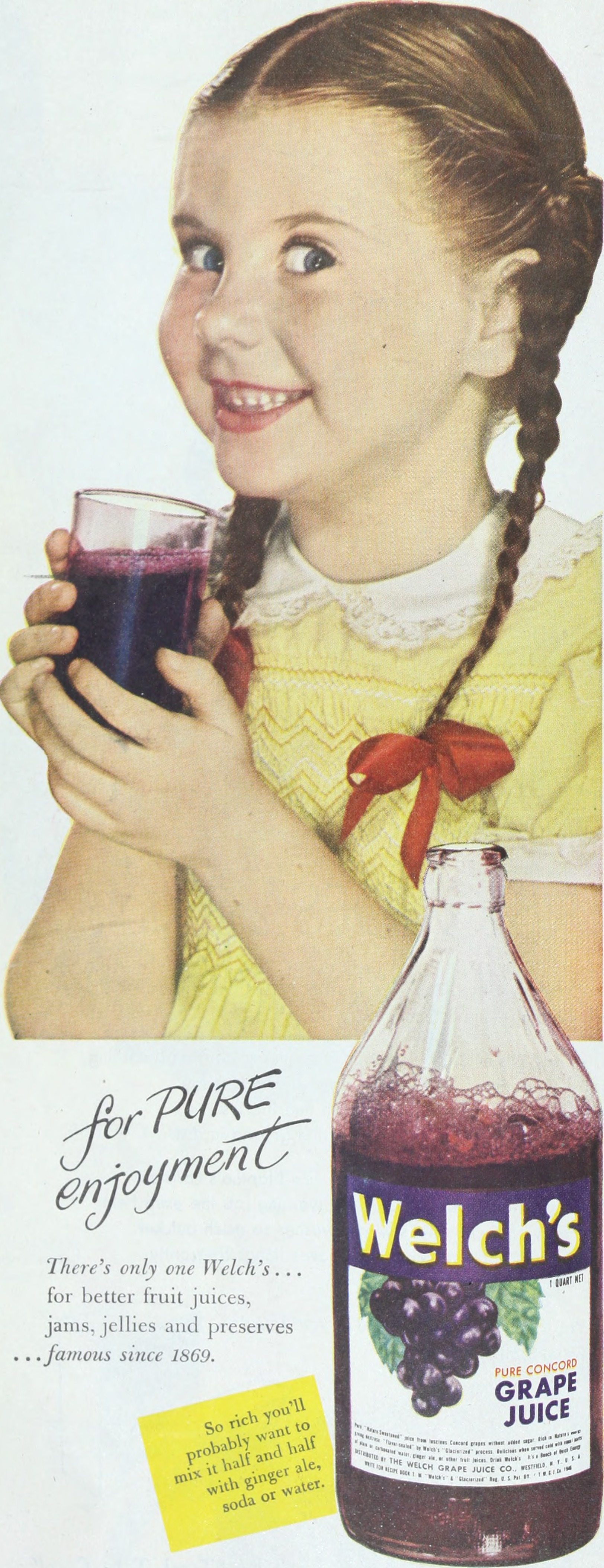
광고주들은 종종 부모들에게 자녀들을 위해 주스를 사라고 권유한다.

주스는 종종 인식되는 건강상의 이점 때문에 소비된다. 예를 들어, 천연 또는 첨가된 비타민 C, 엽산 및 칼륨이 함유된 오렌지 주스가 있다. 주스는 카로티노이드, 폴리페놀 및 비타민 C와 같은 영양소를 제공하여 건강상의 이점을 제공한다.
설탕이 첨가된 과일 주스를 많이 섭취하면 체중 증가와 관련이 있을 수 있지만 모든 연구가 이러한 효과를 보여준 것은 아니다. 과일 100% 주스는 일부 영양소의 일일 섭취 권장량을 충족하는 데 도움이 될 수 있다.

### 100% 과일 주스
연구에 따르면 100% 과일 주스는 당뇨병 위험 증가와 관련이 없다. 2018년의 한 검토는 100% 과일 주스가 어린이의 치아 우식 위험을 증가시키지만, "100% 과일 주스 섭취가 건강에 유해한 영향을 미 미친다는 결정적인 증거는 없다"고 결론지었다. 2025년의 한 우산형 검토는 "증거의 균형이 100% 주스를 건강한 식생활을 위한 식품 기반 지침에서 제외하는 것을 지지하지 않는다"고 결론지었다.

### 크랜베리 주스
예비 연구에 따르면 크랜베리 주스 또는 캡슐은 빈번한 감염이 있는 여성의 요로감염증 수를 줄일 수 있으며, 보다 실질적인 코크런 리뷰는 크랜베리 제품이 여성, 어린이, 그리고 중재 후 사람들의 증상성 요로감염증 위험을 줄인다는 일부 증거가 있지만, 노인, 방광 비우기 문제가 있는 사람, 임산부에게는 해당되지 않는다고 결론지었다. 장기 내성 또한 문제이며, 30% 이상의 사람들에게 위장 장애가 발생한다.

### 부정적 효과
2017년 현재 미국 소아과 학회는 1세 미만 어린이에게는 영양학적 이점이 부족하므로 과일 주스를 주지 않아야 한다고 권고한다. 1세에서 6세 사이의 어린이의 경우, 과일 주스 섭취는 과일에 비해 설탕 함량이 높고 섬유질 함량이 낮기 때문에 하루 4–6 oz (110–170 g) (약 컵의 절반에서 4분의 3) 미만으로 제한해야 한다. 과일 주스를 과도하게 섭취하면 통과일을 섭취하는 것에 비해 영양소 섭취가 줄어들 수 있으며, 설사, 가스, 복통, 복부 팽만 또는 충치를 유발할 수 있다.
과일과 과일 주스의 과도한 섭취는 과일산이 치아 에나멜에 미치는 영향으로 인해 충치 및 치아우식증에 기여할 수 있다. 종단적 전향적 코호트 연구는 설탕이 첨가된 주스를 섭취하는 것이 통과일을 섭취하는 것에 비해 제2형 당뇨병 위험을 유의하게 증가시킨다는 것을 보여주었다. 2014년 검토에서는 설탕이 첨가된 과일 주스를 더 많이 섭취하는 것이 제2형 당뇨병 위험 증가와 유의하게 관련되어 있음을 발견했다.
설탕이 첨가된 과일 주스의 과도한 섭취는 소아 비만과도 관련이 있다. 미국 공중 보건 저널은 미국에서 2010년 건강하고 배고픔 없는 아동법이 100% 과일 주스를 없애고 대신 통과일로 대체할 것을 제안했다.

## 주스 바

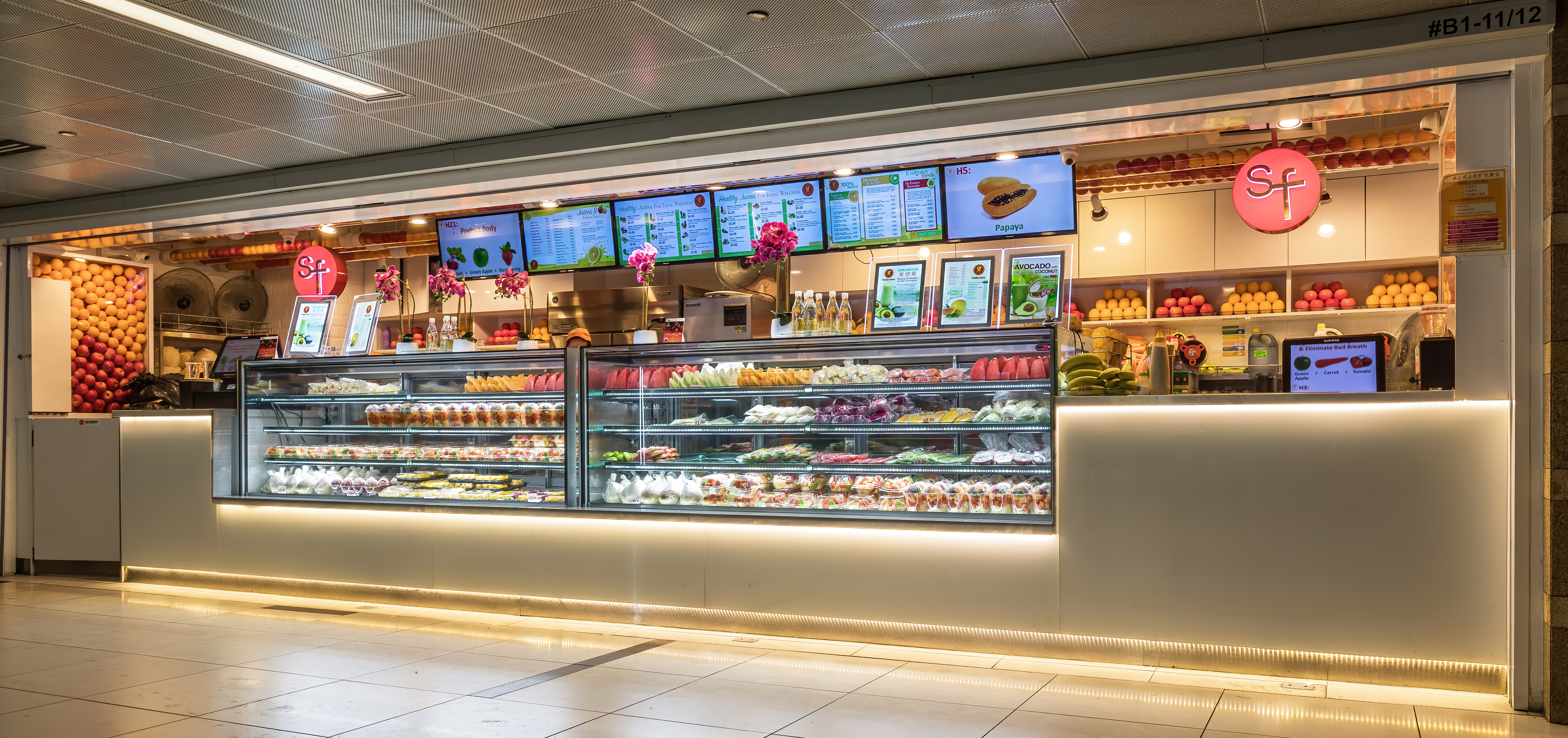
싱가포르 클라크 키 MRT역에서 신선한 오렌지, 붉은 사과 등 과일을 판매하는 주스 바

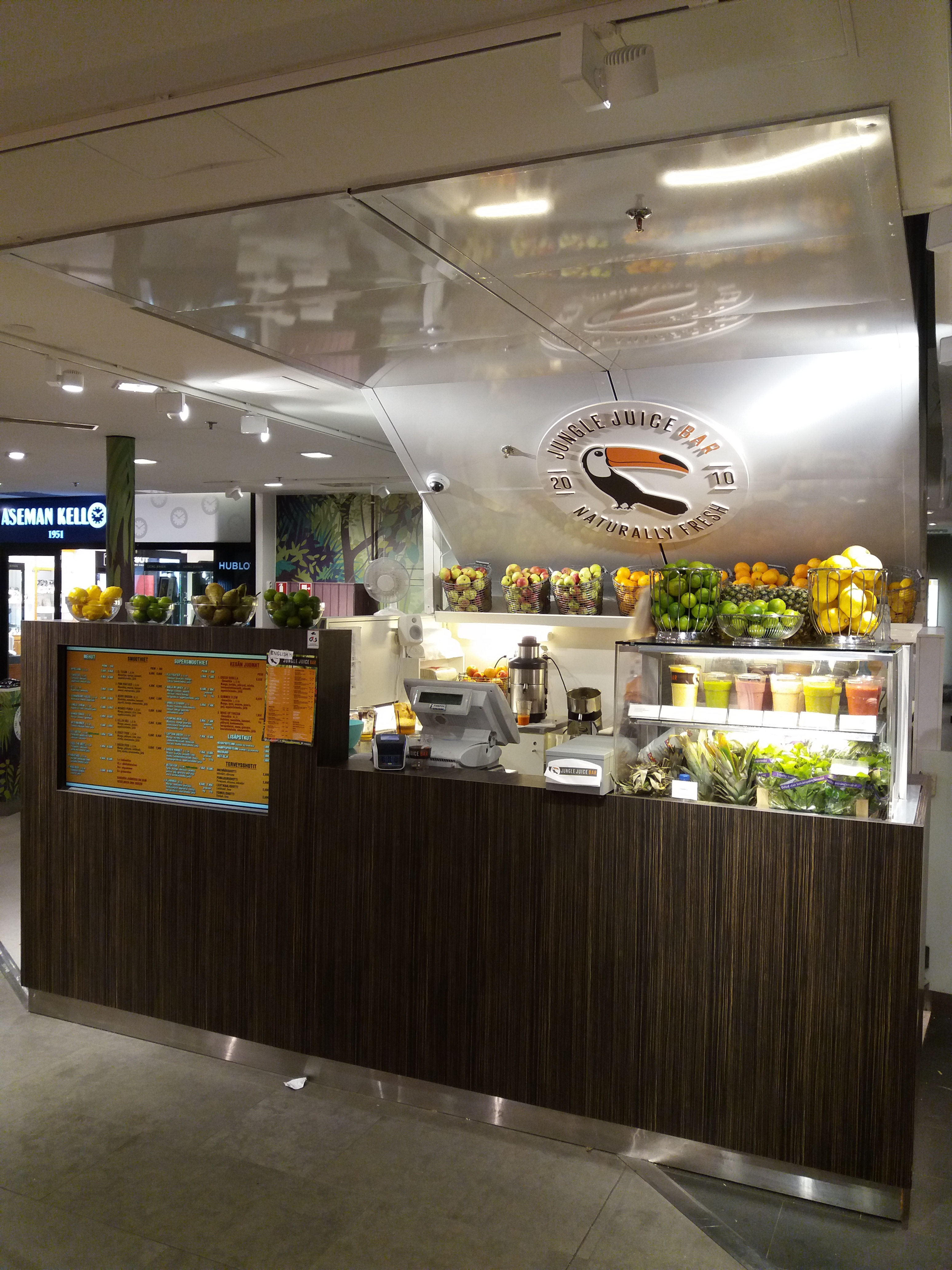
핀란드 헬싱키 에스플라나드 쇼핑몰에 있는 정글 주스 바에서 주스 음료를 서빙하는 모습

주스 바는 주로 갓 짜거나 추출한 과일 주스, 주스 블렌드, 과일 스무디(종종 얼음을 넣는 걸쭉한 과일 음료) 또는 신선한 밀싹 주스와 같은 기타 주스 음료를 제공하는 곳이다. 때로는 신선한 캐번디시 바나나 견과, 견과 버터, 보디빌딩 보충제, 대두 단백질 가루, 또는 유청 (음식)이나 삼 단백질 가루, 밀배아, 스피룰리나 (식품), 클로렐라와 같은 다른 고체 재료나 영양 보충제가 첨가되기도 한다. 또한, 동일한 재료에 주스를 덜 사용하면 건강 쉐이크라고 불리는 음료가 만들어질 수 있다.
주스 바는 카페, 소다 분수, 카페 (음식점), 스낵바와 같은 일부 특성을 공유하며, 혼합 음료와 샌드위치와 같은 음식을 제공한다. 주스 바는 도시의 독립적인 사업체이거나 체육관, 통근자 지역, 점심시간 지역, 해변 또는 관광 명소에 위치할 수 있다. 멕시코에서는 2000년대에 주스 바가 더욱 인기를 얻었다. 멕시코 주스 바는 종종 건강 음료와 스낵도 판매한다.

## 비유적 사용
"주스"라는 단어가 "술" (알코올)을 의미하는 것은 1828년부터 시작되었다. "주스"라는 용어가 "전기"를 의미하는 것은 1896년부터 시작되었다. 동사로서 "주스"라는 단어가 "활기를 불어넣다"는 의미로 처음 기록된 것은 1964년이다. 형용사 "juiced"는 1946년에 "취한"을 의미하고, 2003년에 "스테로이드에 의해 강화되거나 강화된 것처럼"을 의미하는 것으로 기록되었다. 형용사 "juicy"는 15세기부터 "즙이 많은"을 의미했다 (예: 즙이 많은 로스트 비프). "부유한, 어떤 바람직한 품질로 가득 찬"이라는 비유적인 의미는 1620년대부터 시작되었다 (예: 해적이 약탈하려는 잔뜩 실린 배를 "juicy catch"라고 부르는 것). "생기 넘치는, 자극적인, 외설적인, 선정적인" (예: juicy scandal)이라는 의미는 1883년부터 시작되었다.

## 종교에서의 사용
로마 가톨릭교회는 사람들이 알코올을 마실 수 없는 경우 머스트 형태의 미발효 포도 주스를 성찬에 사용하는 것을 허용한다.

## 같이 보기
- 주스 목록
- 과즙
- 오렌지 주스
- 포도 주스